# Willi Krause (Politiker)
Willi Krause (* 2. Juli 1903 in Königsberg (Preußen); † 4. Dezember 1987 in Berlin) war SPD-Politiker und Gewerkschaftsfunktionär.

## Leben
Nach Volksschule und Lehre als Zimmerer ließ sich Krause im Jahr 1928 in Berlin nieder und arbeitete als Zimmerer-Polier. Er engagierte sich bis 1933 in Gewerkschaft und SPD. Die Zeit der Nationalsozialistischen Diktatur soll Krause in „Innerer Emigration“ überstanden haben. In West-Berlin engagierte er sich wieder in der SPD und der Gewerkschaft IG Bau-Steine-Erden, dessen Leitung des Landesverbandes Berlin er übernahm. Im Jahr 1949 wurde er Mitglied des geschäftsführenden UGO-Bundesvorstandes. Für die SPD saß er in den Jahren 1950 bis 1971 in der Bezirksverordnetenversammlung Wilmersdorf.

## Ehrungen

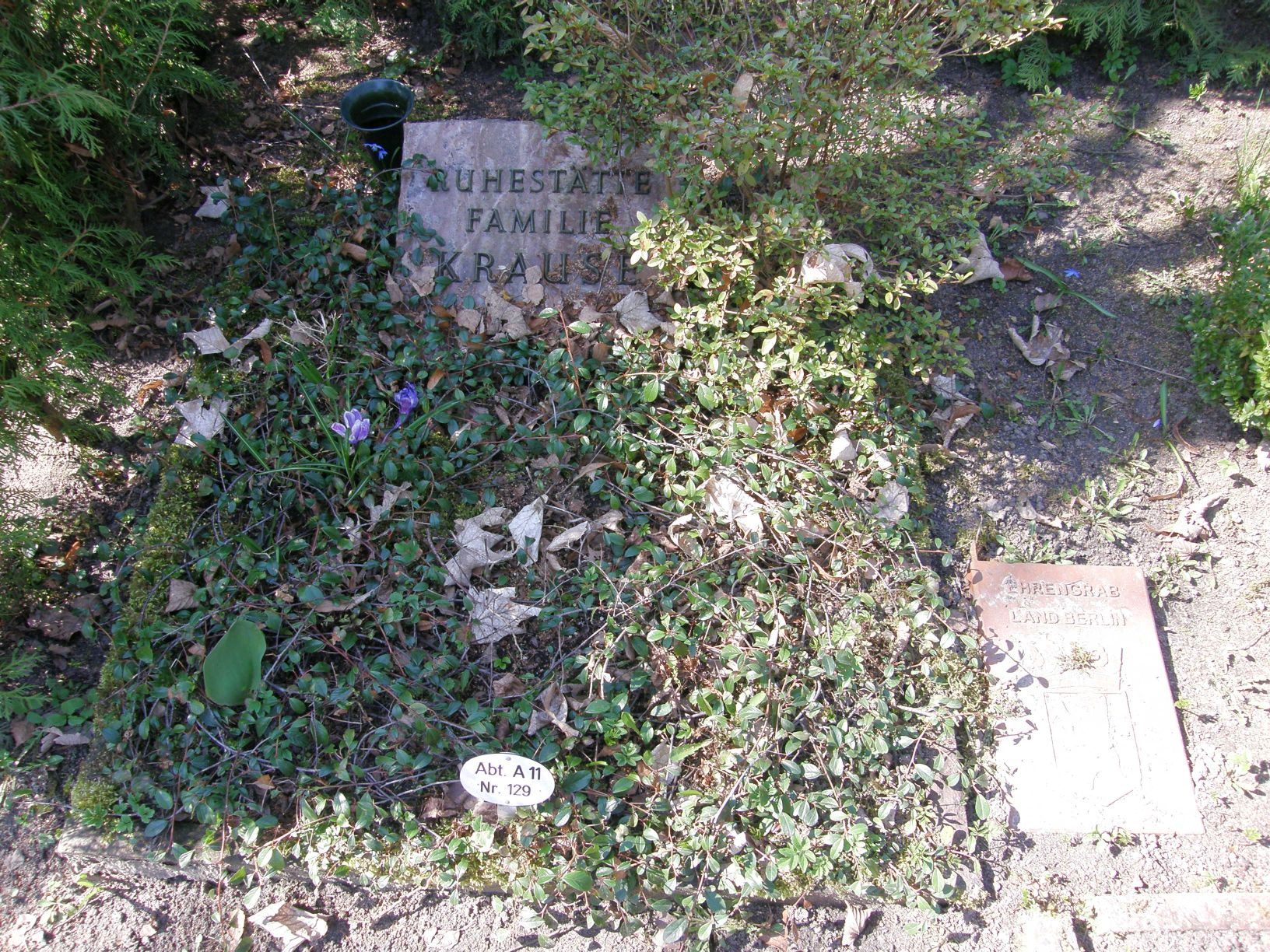
Ehrengrab von Willi Krause

Am 2. Juli 1973 wurde Krause zum 163. Stadtältesten von Berlin ernannt.

## Würdigungen
Willi Krauses Grab auf dem Friedhof Wilmersdorf wird als Ehrengrab des Landes Berlin geführt.